# Johann Theodor Axer
Johann Theodor Axer (*  1700 in Paderborn; † 29. Dezember 1764 in Büren) war ein westfälischer Bildhauer und -schnitzer des Barock.

## Leben und Werk
Über seine Ausbildung ist nichts bekannt. Möglicherweise hat er eine Zeitlang in Süddeutschland gelernt. Er arbeitete zunächst im Raum Paderborn. Er schuf Brunnen und war als Bildhauer an Schlössern tätig. So war er am Residenzschloss in Neuhaus beschäftigt. Später wandte er sich offenbar der Herstellung von Kirchenausstattungen zu. Er trug den Titel eines Hofbildhauers.
Für den Paderborner Dom schuf er Teile des Liborifestaltars. Dieser ist heute im Diözesanmuseum ausgestellt. Für die Kirche Maria Immaculata in Büren schuf er die Figuren der Außenfassade. In Rietberg war er für das Franziskanerkloster tätig.
Er war auch als Bildschnitzer für zahlreiche Kirchen im Herzogtum Westfalen tätig. So schuf er zahlreiche Bildnisse für die Seitenaltäre der Kirche in Bödefeld. Er schnitzte auch die Figuren für den dortigen Kreuzweg. Vom Kloster Grafschaft erhielt er einen Großauftrag für die Fertigung von 18 Statuen für die Klosterkirche. Ebenso sind Werke von ihn in Warstein oder Wormbach zu finden. Für das Kloster Oelinghausen fertigte er eine Ölberggruppe an. Auch der Hochaltar der Pfarrkirche in Freienohl stammt von ihm.
Er lebte zwischen 1725 und 1737 in Paderborn. Später hat er während seines Berufslebens häufig seinen Wohnsitz gewechselt und lebte vielfach lange am Ort seines Auftrages. Einer seiner Schüler war Johann Leonhard Falter.